# Río Negro (Illapel)
El río Negro es un curso de agua que nace en la cordillera de los Andes y que fluye en la Región de Coquimbo con dirección general noroeste hasta desembocar en el río Illapel.

## Trayecto
El río Negro es el principal formativo del río Illapel que nace en la cordillera de los Andes, a nivel de la falda del paso del mismo nombre. Tras su nacimiento recorre hacia el noroeste recibiendo las aguas del río Tambillos por un cajón estrecho de altas laderas y más al oeste recibe las aguas del río Leones y gira al oeste hasta la confluencia con el río Cenicero para formar el río Illapel.

## Caudal y régimen
La subcuenca del río Illapel desde su origen en la cordillera a su desembocadura en el río Choapa, posee un régimen nival, con poca influencia pluvial en la parte baja del río, esto es la parte del río Negro. En años húmedos los mayores caudales se observan entre noviembre y diciembre, producto de deshielos cordilleranos. En años con pocas lluvias los caudales permanecen constantes a lo largo del año, con solo pequeños aumentos en junio a octubre, producto de bajas precipitaciones invernales. En la parte baja del río Illapel se observan severos estiajes entre noviembre y abril, debido principalmente al uso del agua para el riego de zonas agrícolas ubicadas a orillas de este río. El período de menores caudales para esta subcuenca ocurre en el trimestre abril-junio.: 53 

## Historia
Luis Risopatrón escribió en 1924 en su obra Diccionario Jeográfico de Chile sobre el río:: 195 
Negro (Río). Con buena agua, pasto i leña con su cajón, nace en la falda W del cordón limitaneo con la Arjentina i afluye en la marjen E del curso superior del río Illapel.